# かっとばせ!キヨハラくん
『かっとばせ!キヨハラくん』は、河合じゅんじによる日本のプロ野球ギャグ漫画作品。1987年の『別冊コロコロコミック』（小学館）、『コロコロコミック増刊号』での読み切り掲載の後、『月刊コロコロコミック』同年6月号から1994年4月号にかけて連載された。その後2014年から『コロコロアニキ』にてリバイバル連載されたが、2016年の第5号にて主人公のモデルである清原和博が逮捕されたため打ち切りとなり、代作として『いつかのホームラン』が掲載された。
コミックスはコロコロ版は全15巻。コロコロアニキ版は単行本化はされていない。愛称は「キヨハラくん」。

## 作品解説
西部ライアンズの「キヨハラ」を始め、様々なプロ野球選手・関係者が繰り広げるギャグ漫画である。
登場人物は実際のプロ野球選手がカタカナで登場している。ただし、外国人選手は主にその名前をひねった名前（主に濁点・半濁点を取ったり付けたり、やや似ている文字で代用したり）で登場している、次作の『ゴーゴー!ゴジラッ!!マツイくん』については連載途中から外国人選手はひらがな表記となっている。
球団名も実際のものを少しひねった名前だが、広島東洋カープは「東洋」の部分が省略され、「広島カーブ」と呼ばれ、読売ジャイアンツは、地名から「東京カイアンツ」と呼ばれる（当時の正式な球団名は東京読売ジャイアンツである）。さらに、他球団の略称は現実同様、企業名または地域名だがカイアンツの略称は「東京」ではなく、そのまま「カイアンツ」と呼ばれる。たとえば、西部ライアンズ対東京カイアンツは西部対東京ではなく、「西部対カイアンツ」と表記される。ただし、第1話に関しては1987年発売の『月刊コロコロコミック春休み増刊号』掲載時は、球団は実名のまま表記されていた（「西武」「巨人」など）。なお、PL学園は当時からLP学園表記であったが、他の話では雑誌掲載時に選手名が実名で登場した例が見られた（「阪神のユフネ（湯舟敏郎）」など）、これらの実名表記は、全てコミックスでは修正されている。
当初は、1987年のオールスター戦ではパシフィック・リーグがホーム用、セントラル・リーグがビジター用ユニフォームを着用していたなど、ビジター用ユニフォームも描かれていたが、その後ビジターのチームでもユニフォームがホームのものとなっている。
月刊連載であるが、最盛期はキヨハラ主役の『かっとばせ!キヨハラくん』とクワタ主役の『がんばれ!クワタくん』（のち『やったぜ!クワタくん』）の二本立てで、『別冊』にもしばしば掲載された。1度、夏休み増刊号で『がんばれ!クワタくん』だけが掲載され、キヨハラが脇役でクワタが主役として扱われたことがある。ただし「クワタくん」シリーズは、単行本では全て『かっとばせ!キヨハラくん』の一エピソードの扱いになっている。
1989年開催のゲームイベント『第5回ハドソン全国キャラバン』の中で使用された特別ソフト『ハイテク王国』に収録されたミニゲームのひとつとしてゲーム化もされている。タイトルは『かっとばせ！キヨハラくんのホームラン競争』で、クワタを相手とした10球勝負でキヨハラが何本のホームランを打てるかを競うという内容。同社から発売されていた『パワーリーグ』を原型としているため、メイン画面のキャラクターは漫画とは異なるリアルタッチの頭身をしていた。
2014年から発売されたコロコロアニキでは続編が製作された。しかし、同誌第5号（2016年3月15日発売）にて掲載を予定していた同作品は、同時期にモデルとなった清原が起こした覚醒剤取締法違反事件の影響により休載、後に1話限りのオリジナル読み切り「いつかのホームラン」を挟んで『ゴーゴー!ゴジラッ!!マツイくん』の連載開始により正式に連載が打ち切りとなった。

## 球団名（モデルとなったリーグおよび球団）

### パッパ・リーグ（パシフィック・リーグ）
- 西部ライアンズ（西武ライオンズ）
- 板急ブルーブス（阪急ブレーブス）→オリッグスブルーブス（オリックスブレーブス）→オリッグス・ブルーウェープ（オリックス・ブルーウェーブ）
- 近鉄バッパローズ（近鉄バファローズ）
- 南海ハークス（南海ホークス）→福岡タイエーハークス（福岡ダイエーホークス）
- 日ハムファイタンズ（日本ハムファイターズ）
- ロッデオニオンズ（ロッテオリオンズ）→千葉ロッデモリーンズ（千葉ロッテマリーンズ）

なお、年代設定上の理由により、『コロコロコミック』にて本作が連載されていた当時は東北楽天ゴールデンイーグルスがモデルとなった球団は登場していなかったが（本作は1994年3月に完結しており、対して楽天イーグルスは連載終了から10年後の2004年11月に創設されている。）、『コロコロアニキ』にて復活した際に楽ちんイークルスとして登場した（厳密に言えば、同球団は次々作の『モリモリッ!ばんちょー!!キヨハラくん』にて既に登場している）。

### セント・リーグ（セントラル・リーグ）
- 東京カイアンツ（読売ジャイアンツ）
- 中日ドラポンズ（中日ドラゴンズ）
- 広島カーブ（広島東洋カープ）
- ヤグルトスパローズ（ヤクルトスワローズ）
- 横はば太洋ホイールズ（横浜大洋ホエールズ）→横浜ペイスターズ（横浜ベイスターズ）
- 板神タイガンス（阪神タイガース）

## 球場名（モデルとなった球場）

### パ・リーグ
- 所池ライアンズ球場→西部球場（西武球場）
- 東の宮球場（阪急西宮球場）
- クリーンスタジアム神戸（グリーンスタジアム神戸）
- フジイ球場→フジイ寺球場（藤井寺球場）
- オーサカ球場（大阪球場）
- 福岡ヘーワ台球場（平和台球場）
- 後楽園球場→エアードーム（東京ドーム・ビッグエッグが未完成時の名称）→東京ドーム・ピッグエッグ（東京ドーム・ビッグエッグ）
- 河崎球場（川崎球場）
- 千葉マリンスタジアム
- 福岡ドーム

### セ・リーグ
- 後楽園球場→東京ドーム
- 名古屋しゃちほこ球場（ナゴヤ球場）
- 広島ケンミン球場（広島市民球場）
- 珍宮球場（神宮球場）
- 横はばスタジアム（横浜スタジアム）
- 甲四園球場（甲子園球場）

## 作中の描写と類似した実際の出来事
本作はフィクションではあるが、河合が本作で描いたストーリーと類似した出来事（選手の移籍、監督の就任等）が、後日実際に発生したケースがある。
| 巻 | 作品の内容 | 実際の出来事 |
| 1  | キヨハラがカイアンツに紛れ込む。三塁に滑り込んだ際にタッチをしたオチアイが気づき「キヨハラが来ると三冠王が取れない」とオー監督に抗議。                                                                                            | 西武・清原が1996年オフにFA宣言で巨人に移籍。当時巨人に在籍していた落合博満は清原の移籍により自ら日本ハムへ移籍した。なお、実際に落合はセ・リーグで三冠王を獲得していない（首位打者のみ獲得できなかった）。                                                          |
| 2  | 1987年の日本シリーズに中日ドラポンズのホシノ監督と選手らが現れ「来年はうちが優勝するから」といって胴上げの練習をする。 | 翌1988年、セ・リーグのペナントレースを制した優勝チームは中日だった。 |
| 4  | モリ監督の代わりに西武の監督代行を務めたナガシマが近鉄との試合後に、キヨハラに加えアワノ、オーイシをカイアンツへ誘う。そしてクドーもそれに便乗しようとする。                                                                      | 阿波野秀幸は1995年、工藤公康は2000年に巨人に移籍。いずれも長嶋茂雄の監督時。 |
| 5  | クワタが優勝を逃して落ち込むオー監督のために、オチアイ、ヒロサワ、ポンシェ、コバヤカワをカイアンツに入団させる。ただし、一球団につき5名の選手を放出することが条件となり、ナカハタは横はば太洋のコバ監督に連れて行かれそうになる。 | 落合は1993年オフ、広澤克実は1994年オフにそれぞれFA宣言で巨人に移籍。中畑清は2012年に横浜大洋の後身である横浜DeNAベイスターズの初代監督に就任する。また、2008年よりFAによる移籍が発生した場合、移籍元の球団が移籍先の球団に選手を1名請求できる人的補償も導入された。 |
| 5  | ヒガシオが「モリさんの次の監督はオレだ」とボケる。 | 6年後の1995年、東尾修は森祇晶の後任として西武の監督に就任する。 |
| 5  | タイエーのスギウラ監督から入団を誘われたヒガシオが、「お前らも来るか?」とアキヤマ、イシゲ、クドーの3人をタイエーに連れて行こうとする。                                                                                            | 秋山幸二は1993年オフに交換トレードで、石毛宏典・工藤公康は1994年オフにFA宣言でダイエーに移籍。 |
| 9  | タイエー戦だから遊んでみようと思ったモリ監督が、デラストーデをピッチャーに起用。しかしクワタのイヤガラセで登板出来なかった。 | 東尾が監督に就任した1995年にオレステス・デストラーデが公式戦（対オリックス戦）で投手として登板。 |
| 9  | オリッグスのフーマーが、タイエーのユガミダニに変装してタイエーの選手として出場 。 | 2年後の1992年にブーマー・ウェルズはオリックスからダイエーへ移籍する。 |
| 9  | クワタがフジタ監督を麻酔で眠らせ監督代行をする。 | 桑田真澄は33年後の2023年(令和5年)にファーム総監督、34年後の2024年（令和6年）にジャイアンツの2軍監督に就任。 |
| 9  | ロッデのムラタが、タイエーのムラタの代わりで助っ人として出場 。 | 5年後の1995年に村田兆治はダイエーに投手コーチとして入団。 |
| 10 | 話題作りのため、近鉄とオリッグスが連合チーム「オリッ鉄バッパローブス」を結成。 | 2004年の球界再編問題において、同年オフに近鉄がオリックスに吸収合併され、2005年からオリックス・バファローズとなる。 |
| 11 | カイアンツ入団前のモトキが2番のユニフォームを着て現れる。 | 1994年に元木大介は背番号「37」から「2」に変更。 |
| 14 | ノムラ監督に「しごいてやる」と連れて行かれたカズシゲに対し、ナガシマ監督が「来年はきっとトレードで獲得してやるからなー」と発言。                                                                                                  | 直後の1992年オフ、長嶋一茂は野村による無償トレードで巨人に移籍する。 |